# Scooby-Doo and the Ghoul School
Scooby-Doo and the Ghoul School is een Amerikaanse televisiefilm uit 1988, geproduceerd door Hanna-Barbera Productions als onderdeel van de Hanna-Barbera Superstars 10. De film is gebaseerd de Scooby-Doo serie, en dan met name de animatieserie Tweede “Scooby-Doo and Scrappy-Doo” serie.
De film werd geregisseerd door Charles A. Nichols. Stemmen werden ingesproken door Casey Kasem, Don Messick, Glynis Johns, Ruta Lee, Susan Blu

## Verhaal
Scooby, Shaggy en Scrappy-Doo zijn op weg naar Miss Grimwood's Finishing School voor meisjes. Scooby en Shaggy zijn namelijk ingehuurd als gymleraren op deze school.
Bij aankomst blijkt het echter geen normale school te zijn, maar een school voor monsters. Bijna alle leerlingen zijn dochters van klassieke monsters zoals Dracula, het Monster van Frankenstein en het Spook van de Opera. De school wordt geleid door Miss Grimwood en haar huisdierdraak Matches (die een sterke afkeer heeft voor Scooby, maar Scrappy juist leuk vindt).
Hoewel dit niet is wat ze hadden verwacht, gaan Scooby en Shaggy toch akkoord. De gymlessen beginnen al snel, en het is de taak van Scooby en Shaggy om de leerlingen te trainen voor een aankomende volleybalwedstrijd tegen het jongensteam van een rivaliserende school, Calloway Military Academy. Een bijkomend probleem is dat Revolta, de zogenaamde “heks van het web”, plannen heeft om de leerlingen te ontvoeren en tot slaven te maken.
Uiteindelijk slagen Scooby en Shaggy in hun opdracht, en ze worden zelfs geaccepteerd door de studenten. Maar wanneer het duo hoort dat volgend jaar de dochters van “The Creature from the Black Lagoon” en Godzilla naar de school zullen komen, gaan ze er snel vandoor.

## Rolverdeling
| Acteur             | Personage                            |
| ------------------ | ------------------------------------ |
| Don Messick        | Scooby-Doo, Scrappy-Doo              |
| Casey Kasem        | Shaggy Rogers                        |
| Glynis Johns       | Ms. Grimwood                         |
| Ruta Lee           | Revolta                              |
| Susan Blu          | Cybella Dracula                      |
| Patty Maloney      | Tanis the Mummy                      |
| Russi Taylor       | Phantasma the Phantom                |
| Pat Musick         | Elsa Frankensteen                    |
| Marilyn Schreffler | Winnie Werewolf                      |
| Ronnie Schell      | Colonel Calloway                     |
| Aaron Lohr         | Miguel                               |
| Scott Menville     | Tug                                  |
| Remy Auberjonois   | Baxter                               |
| Bumper Robinson    | Jamaal                               |
| Jeff Cohen         | Grunt                                |
| Frank Welker       | Matches, Papa Werewolf, Well Dweller |